# Kosznovszky Márton
Kosznovszky Márton (Budapest, 1989. május 22. –) magyar színész, bábművész.

## Életpályája
A Pesti Barnabás Élelmiszeripari Szakképző Iskola és Gimnáziumban érettségizett, majd a Keleti István Művészeti Iskolában és a Kolibri Színház stúdiójában tanult. A Marosvásárhelyi Művészeti Egyetemen diplomázott. A szombathelyi Mesebolt Bábszínház tagja volt. 2021-től a Pesti Magyar Színház színésze.

## Filmes és televíziós szerepei
- A Király (2022)
- Brigi és Brúnó (2022)
- Oltári történetek (2022) ...Marcell
- A mi kis falunk (2024) ...tolvaj
- …a szomszéd tehene (2024) ...újságíró

## Díjai
- Főnix díj (2024)
- Farkas–Ratkó-díj (2025)[3]